# Rudolf Vondráček
 Rudolf Vondráček (* 5. März 1881 in Sobotka; † 12. Juni 1938 in Prag) war ein tschechischer Chemiker (Technische Chemie, Metallurgie).
Er studierte ab 1898 Chemie an der Technischen Hochschule Prag und wurde dort 1904 promoviert, wobei er 1902/03 als Chemiker in den Eisenwerken von Komarov arbeitete. Nach der Promotion war er dort Assistent an der TH Prag und ab 1907 beim Patentamt in Wien. 1913 wurde er Privatdozent für Metallurgie an der Technischen Hochschule Brünn, an der er 1918 Professor für chemische Technologie der Brennstoffe und Metalle wurde, mit voller Professur ab 1920. Er war 1935/36 Rektor der Hochschule.
Anfangs befasste er sich mit der Metallurgie von Eisen und Stahl und chemischen Prozessen in Hochöfen. Ab 1920 befasste er sich mit Verkohlung und den Brenneigenschaften von Kohlen und zuletzt mit der industriellen Trennung von Kohlenwasserstoffen.